# Charles-Frédéric de Hohenzollern
Titre
Chef de la maison de Hohenzollern-Sigmaringen
Depuis le 16 septembre 2010
(14 ans, 8 mois et 2 jours)
Charles-Frédéric de Hohenzollern (en allemand, Karl Friedrich Prinz von Hohenzollern), né le 20 avril 1952 à Sigmaringen, est un prince allemand, chef de la maison de Hohenzollern-Sigmaringen.

## Biographie
Le prince Charles-Frédéric de Hohenzollern est le fils aîné du prince Frédéric-Guillaume (1924–2010) et de la princesse Marguerite de Leiningen (1932–1996).
En 2010, il succède à son père à la tête de la maison princière de Hohenzollern. Il réside au château de Sigmaringen et possède les résidences princières de Krauchenwies, Josefslust et d'Umkirch. Il est le président et unique propriétaire de l'Unternehmensgruppe Fürst von Hohenzollern, société gérant des valeurs immobilières et forestières employant actuellement 3 200 personnes.

## Famille et descendance
Le prince Charles-Frédéric se marie le 15 juin 1985 à l'abbaye de Beuron avec la comtesse Alexandra Schenk von Stauffenberg, née le 25 mai 1960 à Detmold, fille du comte Clemens Schenk von Stauffenberg, et de la comtesse Clementine Wolff Metternich zur Gracht. Ce mariage est dissous par divorce en 2010.
De ce mariage sont nés quatre enfants, :
- Alexander Prinz von Hohenzollern, né le 16 mars 1987 à New York, prince héréditaire de Hohenzollern, épouse civilement puis religieusement à Sigmaringen, en novembre 2021, Michelle Vincentia Keith[5].
- Philippa Prinzessin von Hohenzollern, née le 2 novembre 1988 à New York.
- Flaminia Prinzessin von Hohenzollern, née le 9 janvier 1992 à Munich, épouse au château de Sigmaringen, le 26 juin 2021, Károly Freiherr von Stipsicz de Ternova (né le 13 juin 1990 à Vienne)[6].
- Antonia Prinzessin von Hohenzollern, née le 22 juin 1995 à Munich.

Le prince épouse en secondes noces le 17 juillet 2010 au château d'Umkirch Katharina de Zomer, une photographe, née le 16 juillet 1959 à Hambourg.